# 크리에이티브 MuVo

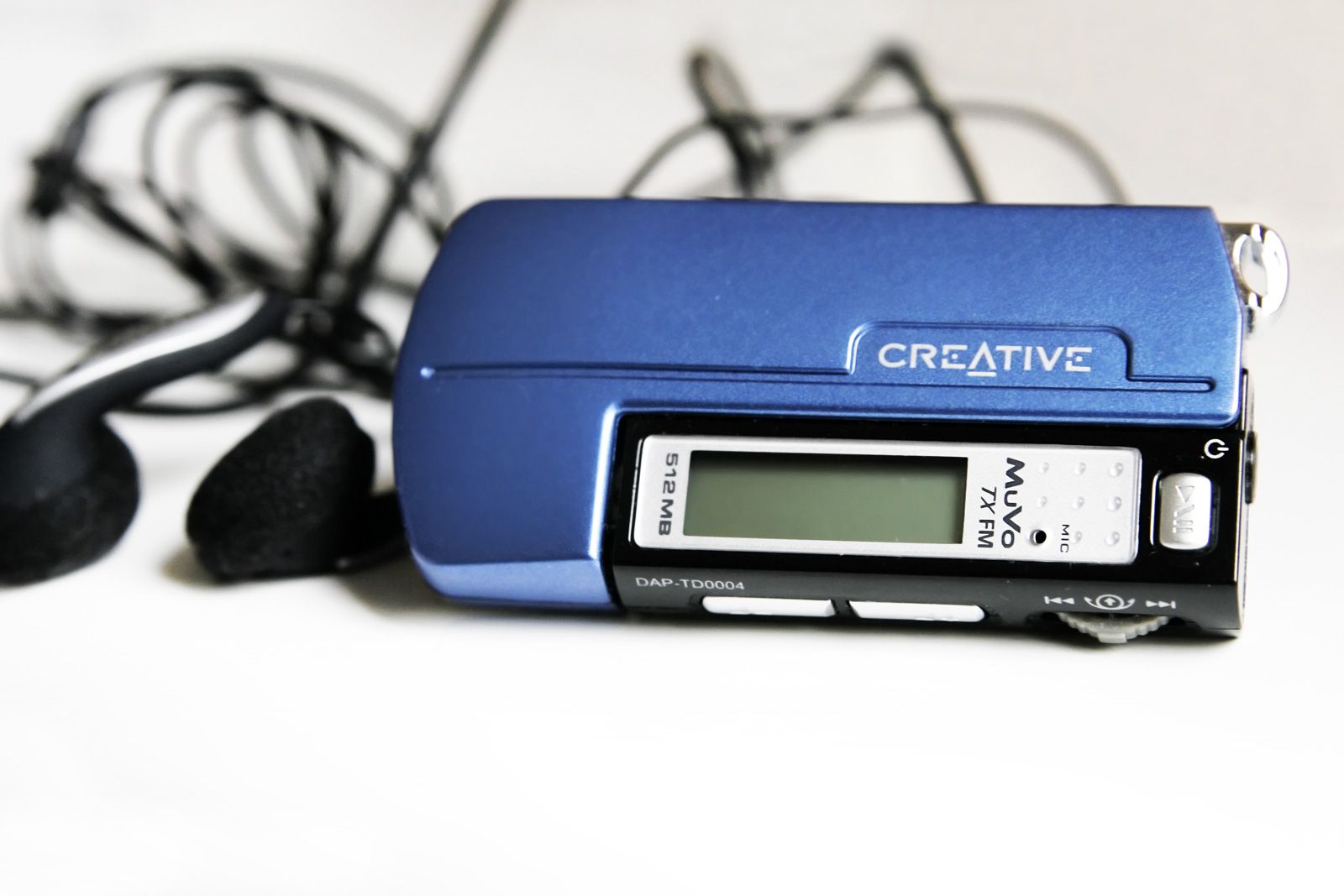
MuVo TX FM 512 MB

크리에이티브 MuVo(Creative MuVo, 일부 시장에서는 이전 Creative NOMAD MuVo)는 크리에이티브 테크놀로지에서 생산하고 2002년에 출시한 디지털 오디오 플레이어 제품군이다. MuVo 제품군의 대부분 모델은 데이터 저장을 위해 플래시 메모리를 사용한다. 유일한 예외는 마이크로드라이브를 사용하는 MuVo² 및 MuVo² FM 모델이다.
원래 MuVo부터 시작하여 최신 모델까지 계속되는 이 제품군의 특징은 플레이어가 두 개의 불평등한 부분으로 분할된다는 것이다. 더 작은 부품은 모든 컨트롤, 입력 및 출력, 내부 마이크 및 수 USB-A 플러그를 포함하는 오디오 플레이어 역할을 한다. 더 큰 부분에는 암 USB-A 소켓이 있고 AAA 배터리 1개를 수용한다. 이 배터리는 플레이어에 전원을 공급한다. 플레이어/플래시 드라이브 섹션은 USB 대용량 저장 장치이므로 대부분의 운영 체제에서는 드라이버가 필요하지 않다. 데이터 파일과 오디오 파일을 플래시 메모리에 저장할 수 있으므로 플레이어를 USB 플래시 드라이브로도 사용할 수 있다. 그러나 MuVo², MuVo² FM, MuVo² XT, MuVo Slim 및 MuVo Vidz와 같은 플레이어는 예외이다. MuVo N200은 일반적인 MuVo 플레이어처럼 보이지만 서로 다른 두 부분이 병합되어 분리될 수 없다. 전부는 아니지만 대부분의 모델에는 내부 마이크가 포함되어 있어 장치를 저품질 오디오 녹음기로 사용할 수 있다. MuVo 라인은 2009년에 단종되었다.

## 같이 보기
- 크리에이티브 테크놀로지